# Cardinal regular
En teoria de conjunts, un cardinal regular és un nombre cardinal que és igual a la seva pròpia cofinalitat. Més explícitament, això significa que {\displaystyle \kappa } és un cardinal normal si i només si cada subconjunt il·limitat {\displaystyle C\subseteq \kappa } té cardinalitat {\displaystyle \kappa }. Els infinits cardinals ben ordenats que no són regulars s'anomenen cardinals singulars. Els nombres cardinals finits normalment no s'anomenen ni regulars ni singulars.
En presència de l'axioma d'elecció, qualsevol nombre cardinal pot estar ben ordenat i, i llavors els següents són equivalents per a un cardinal {\displaystyle \kappa }:
1. {\displaystyle \kappa } és un cardinal regular.
2. Si {\displaystyle \kappa =\sum _{i\in I}\lambda _{i}} i {\displaystyle \lambda _{i}<\kappa } per tot {\displaystyle i}, llavors {\displaystyle |I|\geq \kappa }.
3. Si {\displaystyle S=\bigcup _{i\in I}S_{i}}, i si {\displaystyle |I|<\kappa } i {\displaystyle |S_{i}|<\kappa } per tot {\displaystyle i}, llavors {\displaystyle |S|<\kappa }.
4. La categoria {\displaystyle \operatorname {Conjunt} _{<\kappa }} de conjunts de cardinalitat inferior que {\displaystyle \kappa } i totes les funcions entre ells són tancades sota colimits de cardinalitat menor que {\displaystyle \kappa }.

Bàsicament, això significa que un cardinal regular és aquell que no es pot desglossar en un petit nombre de parts més petites.
La situació és lleugerament més complicada en contextos on l'axioma d'elecció podria fallar, mentre en aquest cas no tots els cardinals són necessàriament les cardinalitats de conjunts ben ordenats. En aquest cas, l'equivalència anterior només es pot aplicar als cardinals ben ordenats.
Un ordinal infinit {\displaystyle \alpha } és un ordinal regular si és un ordinal de límit que no és el límit d'un conjunt d'ordinals més petits que com al conjunt té tipus d'ordre menys de .{\displaystyle \alpha } Un ordinal regular és sempre un ordinal inicial, encara que alguns ordinals inicials no són regulars, p. ex., (veu l'exemple a sota).{\displaystyle \omega _{\omega }}
Un ordinal infinit {\displaystyle \alpha } és un ordinal regular si es tracta d’un ordinal límit que no és el límit d’un conjunt d’ordinals més petits que, com a conjunt, tenen un tipus d’ordre inferior a {\displaystyle \alpha }. Un ordinal regular sempre és un ordinal inicial, tot i que alguns ordinals inicials no són regulars, per exemple, {\displaystyle \omega _{\omega }} (vegeu l'exemple següent).

## Exemples
Els ordinals menors d'{\displaystyle \omega } són finits. Una seqüència finita d’ordinals finits sempre té un màxim finit, per tant
{\displaystyle \omega } no pot ser el límit de cap seqüència de tipus inferior a {\displaystyle \omega } els elements dels quals són ordinals inferiors a {\displaystyle \omega } i, per tant, és un ordinal regular.
{\displaystyle \aleph _{0}} (Nombre infinit) és un cardinal regular perquè el seu ordinal inicial,
{\displaystyle \omega }, és regular. També es pot veure directament com a regular, ja que la suma cardinal d’un nombre finit de nombres cardinals finits és ella mateixa finita.
{\displaystyle \omega +1} és el següent nombre ordinal més gran que {\displaystyle \omega }. És singular, ja que no és un ordinal límit.
{\displaystyle \omega +\omega } és el següent ordinal límit després d'{\displaystyle \omega }. Hom pot escriure com a límit de la seqüència
{\displaystyle \omega }, {\displaystyle \omega +1}, {\displaystyle \omega +2}, {\displaystyle \omega +3}, etcètera. Aquesta seqüència té un tipus d’ordre {\displaystyle \omega }, tan {\displaystyle \omega +\omega } és el límit d'una seqüència de tipus inferior a {\displaystyle \omega +\omega } els elements dels quals són ordinals inferiors a {\displaystyle \omega +\omega }; per tant, és singular.
{\displaystyle \aleph _{1}} és el següent número cardinal més gran que {\displaystyle \aleph _{0}}, de manera que els cardinals menors de
{\displaystyle \aleph _{1}} són comptables (finits o innumerables). Suposant l'axioma d'elecció, la unió d'un conjunt comptable de conjunts comptables és en si mateixa comptable. Per tant, {\displaystyle \aleph _{1}} no es pot escriure com la suma d'un conjunt comptable de nombres cardinals comptables i és regulars.
{\displaystyle \aleph _{\omega }} és el número cardinal pròxim després de la seqüència {\displaystyle \aleph _{0}}, {\displaystyle \aleph _{1}}, {\displaystyle \aleph _{2}}, {\displaystyle \aleph _{3}}, etcètera. El seu ordinal inicial {\displaystyle \omega _{\omega }} és el límit de la seqüència {\displaystyle \omega }, {\displaystyle \omega _{1}}, {\displaystyle \omega _{2}}, {\displaystyle \omega _{3}}, etcètera, el qual té tipus d'ordre {\displaystyle \omega }, així que {\displaystyle \omega _{\omega }} és singular, i també ho és {\displaystyle \aleph _{\omega }}. Assumint l'axioma d'elecció, {\displaystyle \aleph _{\omega }} és el primer cardinal infinit que és singular (el primer ordinal infinit que és singular {\displaystyle \omega +1}). Per demostrar l'existència de cardinals singulars cal l'axioma de la substitució i, de fet, la impossibilitat de demostrar l'existència d'{\displaystyle \aleph _{\omega }} a la teoria de conjunts de Zermelo és el que va portar Fraenkel a postular aquest axioma.{\displaystyle \aleph _{\omega }}

## Propietats
Els cardinals límit incomptables (febles) que també són regulars es coneixen com a cardinals (feblement) inaccessibles. No es pot demostrar que existisquen dins de ZFC, tot i que no se sap que la seva existència és incompatible amb ZFC. La seva existència de vegades es pren com un axioma addicional. Els cardinals inaccessibles són necessàriament punts fixos de la funció aleph, encara que no tots els punts fixos són regulars. Per exemple, el primer punt fix és el límit la seqüència {\displaystyle \omega }, {\displaystyle \aleph _{0},\aleph _{\aleph _{0}},\aleph _{\aleph _{\aleph _{0}}},...} i, per tant, és singular.
Si es manté l'axioma d'elecció, cada cardinal successor és regular. Així, es pot comprovar la regularitat o singularitat de la majoria de nombres alèfecs segons si el cardinal és un cardinal successor o un cardinal límit. No es pot demostrar que alguns nombres cardinals siguen iguals a cap alef en particular, per exemple la cardinalitat del continu, el valor del qual en ZFC pot ser qualsevol cardinal incomptable de cofinalitat incomptable (vegeu el teorema d'Easton). La hipòtesi del continu postula que la cardinalitat del continu és igual a {\displaystyle \aleph _{1}}, que és regular.
Sense l'axioma d'elecció, hi hauria nombres cardinals que no estarien ben ordenats. A més, la suma cardinal d'una col·lecció arbitrària no s'ha pogut definir. Per tant, només els nombres alèfics es poden anomenar significativament cardinals regulars o singulars. A més, un aleph successor no ha de ser regular. Per exemple, la unió d'un conjunt comptable de conjunts comptables no ha de ser comptable. És coherent amb ZF que {\displaystyle \omega _{1}} siga el límit d'una seqüència comptable d'ordinals comptables, així com el conjunt de nombres reals siga una unió comptable de conjunts comptables. A més, és coherent amb ZF que cada aleph és més gran que {\displaystyle \aleph _{0}} és singular (resultat demostrat per Moti Gitik).